# Franciszek Ksawery

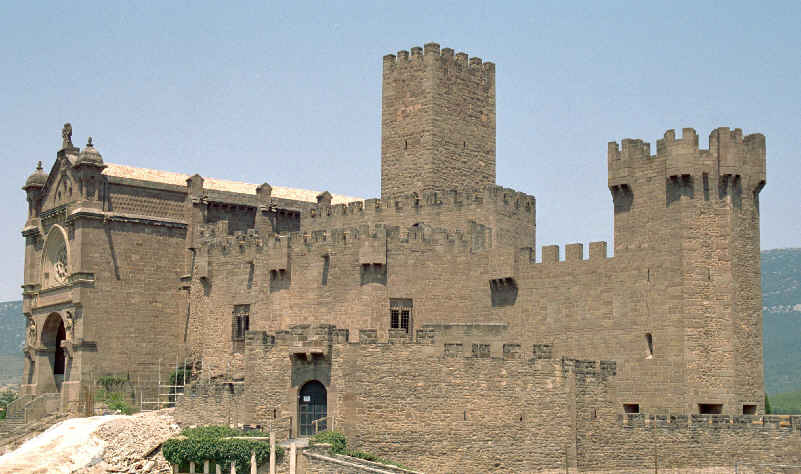
Zamek Javier

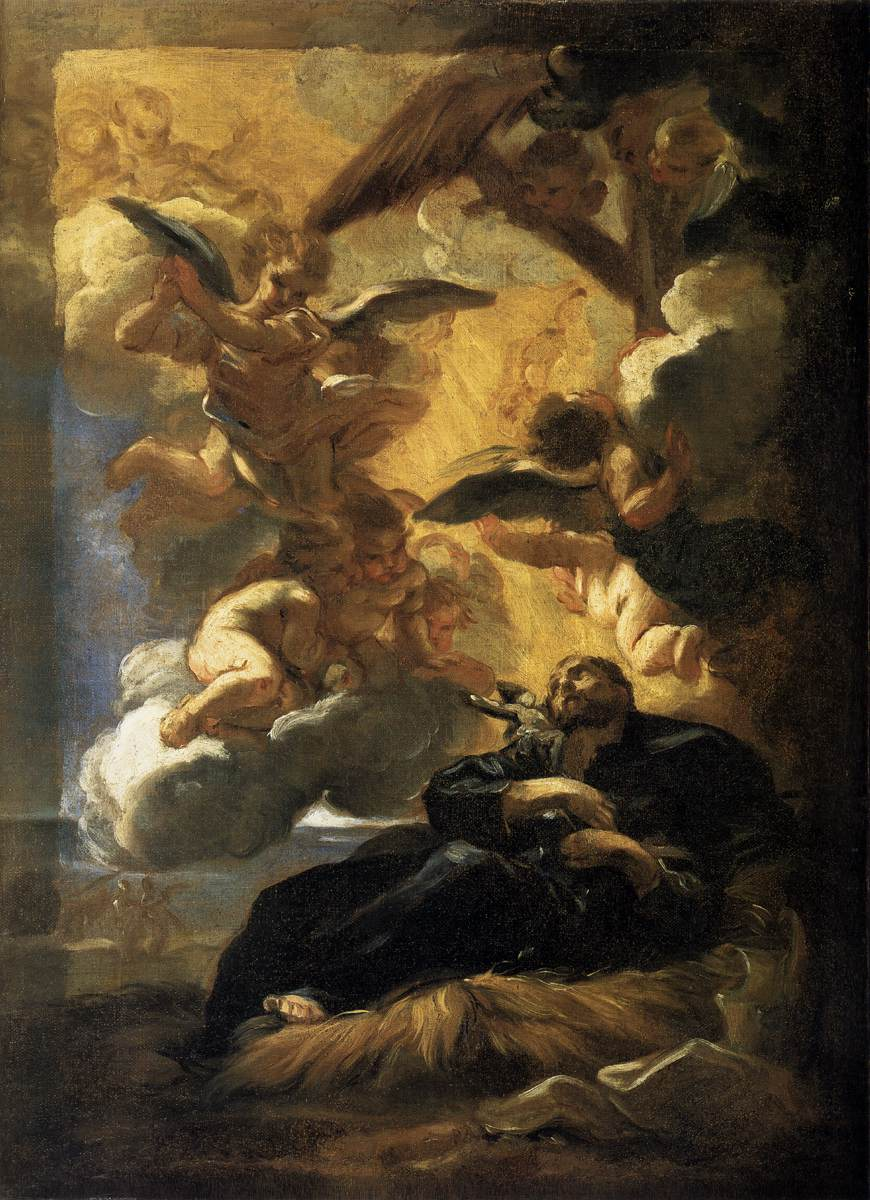
Wizja św. Franciszka Ksawerego

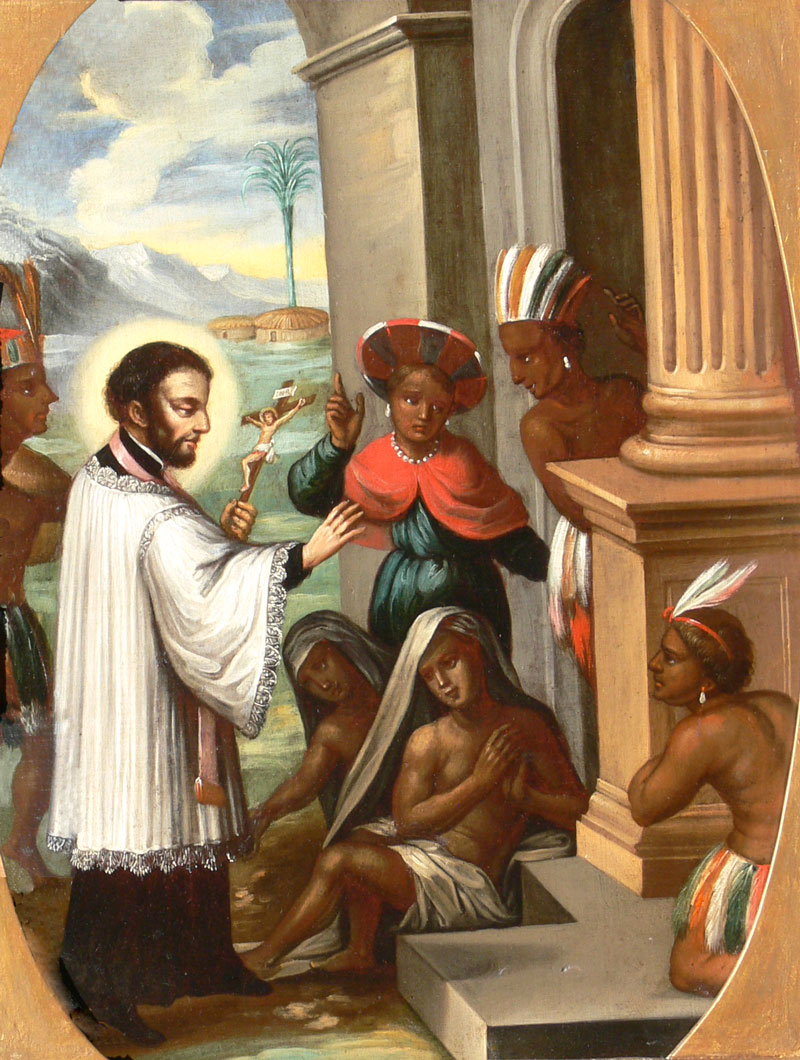
Św. Franciszek nawraca pogan

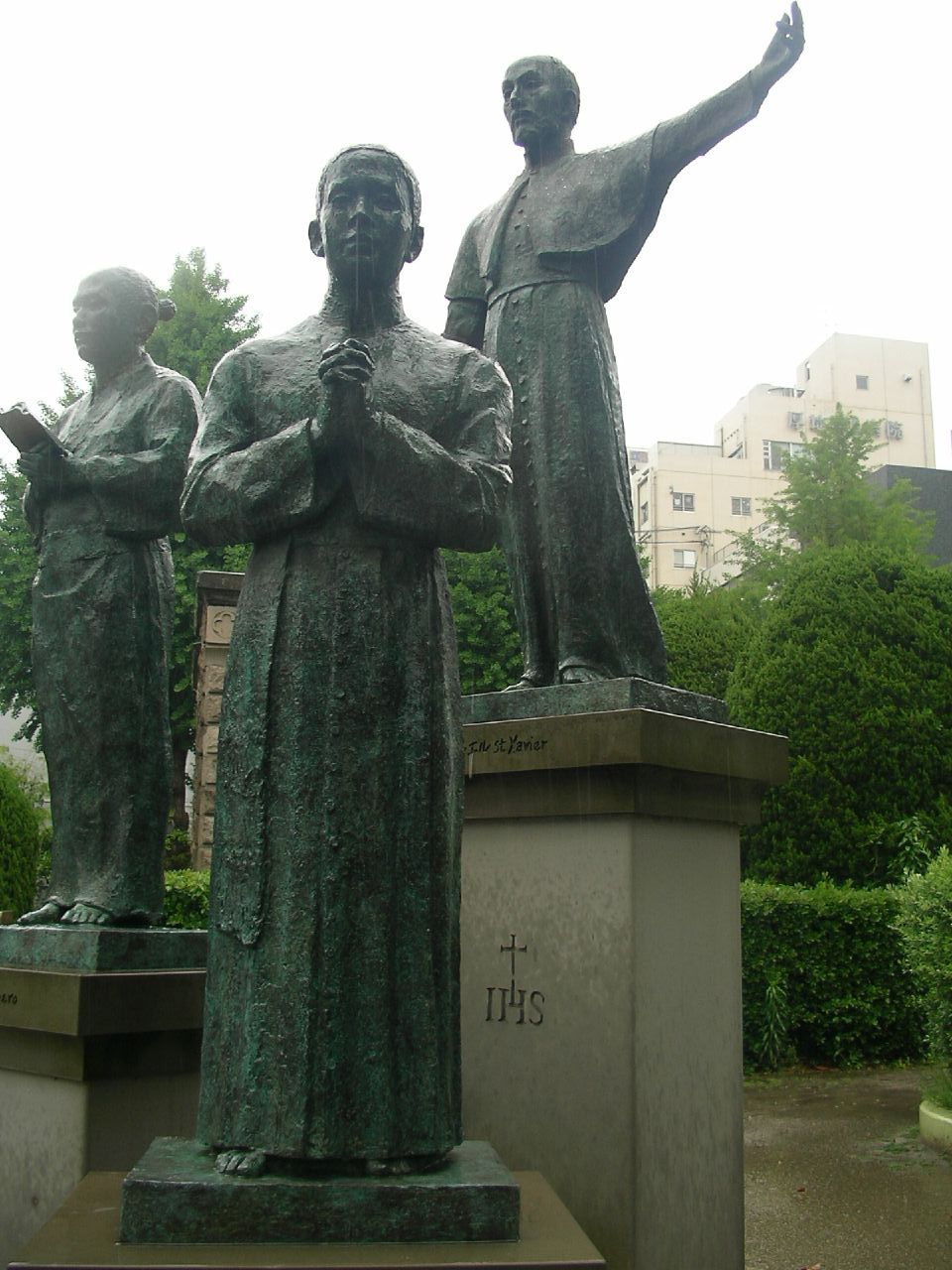
Pomnik św. Franciszka Ksawerego w Kagoshimie. Niżej stoją jego uczniowie: Bernardo z Kagoshimy i Anjirō

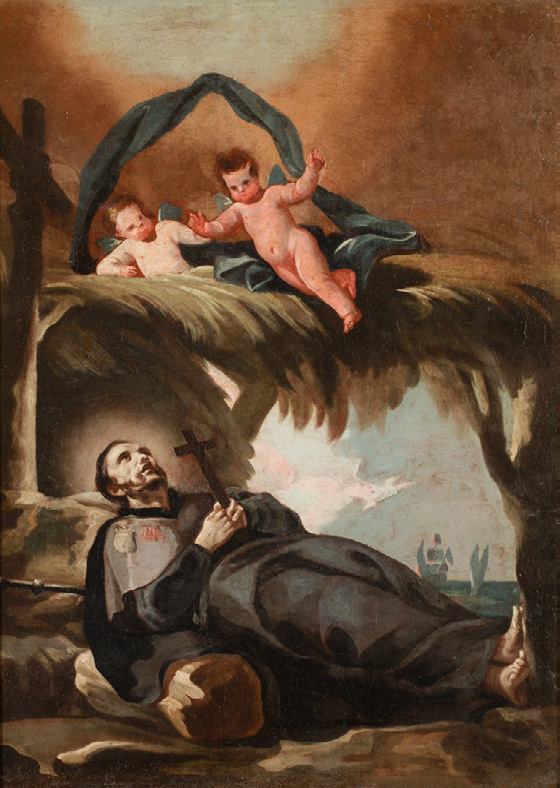
Śmierć świętego Franciszka Ksawerego, Francisco Goya, 1771–1774

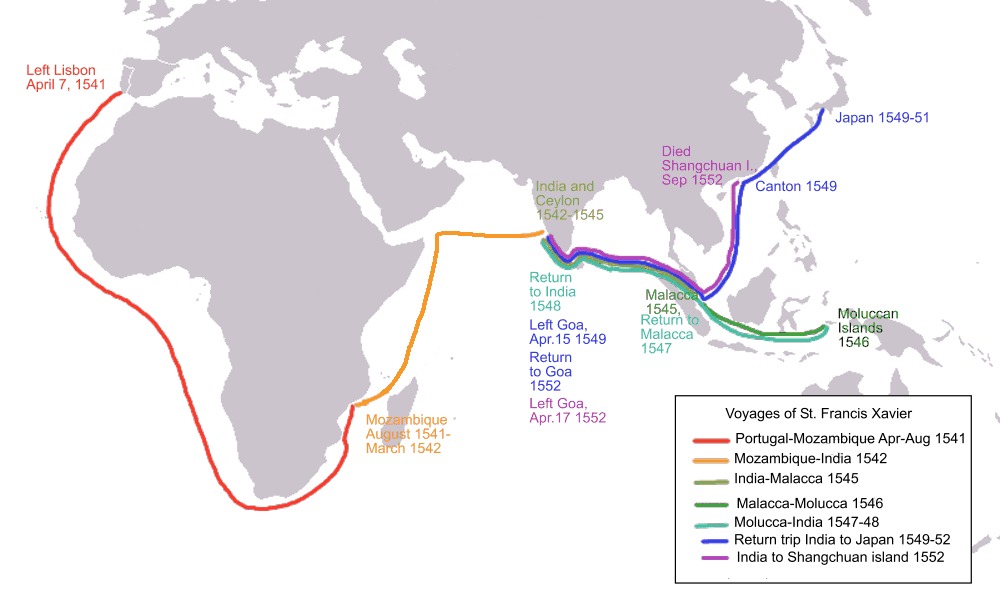
Mapa podróży Franciszka Ksawerego

Franciszek Ksawery, właśc. Francisco de Jaso y Azpilcueta (ur. 7 kwietnia 1506 na zamku Xavier, zm. 3 grudnia 1552 na Shangchuan Dao) – baskijsko-hiszpański duchowny katolicki; kapłan w stopniu prezbitera, członek zakonu jezuitów, który współtworzył, misjonarz; święty katolicki zaliczany do wyznawców i zwany apostołem Indii.

## Życiorys
Urodził się 7 kwietnia 1506 roku na zamku Xavier w Królestwie Nawarry. Jego rodzicami byli Doña María de Azpilcueta i Don Juan de Jassu, doktor prawa Uniwersytetu Bolońskiego. Miał dwie siostry: Magdalenę i Anę oraz dwóch braci: Miguela i Juana. Matka była dziedziczką rodu szlacheckiego, wywodzącego się od Karola Wielkiego i właścicielką dwóch zamków: Azpilcueta i Xavier. Ojciec był prezydentem Rady Królewskiej Jana III. Franciszek w wieku 18 lat otrzymał tonsurę, co zapewniało mu niepowołanie do wojska. W 1512 roku wybuchła wojna pomiędzy Hiszpanią, a Francją, a Nawarra została włączona do Królestwa Aragonii. Powodowało to kilka nieudanych powstań, w których brali udział bracia Franciszka. On sam nie był zainteresowany karierą wojskową, a z pomocą swojego kuzyna Martína de Azpilcuety postanowił poświęcić się nauce i w 1525 roku wyjechał do Paryża.
Studiując mieszkał w Collège Sainte-Barbe. Przez pierwszy rok studiował łacinę, a przez kolejne trzy – filozofię i nauki Arystotelesa. Zawarł tam serdeczną przyjaźń z Piotrem Faberem. Po uzyskaniu tytułu magistra filozofii, zaczął wykładać ją w Kolegium Dormans-Beauvais. W 1529 roku poznał Ignacego Loyolę, jednak z początku odnosił się do niego z silną niechęcią. Starał się wówczas o funkcję kanonika kapituły w Pampelunie i inne dobra. Ignacy starał się przekonać go do porzucenia starań o dobra doczesne i osiągnął swój cel w 1533 roku. 15 sierpnia 1534 roku Loyola, Faber i Ksawery założyli Towarzystwo Jezusowe i złożyli śluby czystości i ubóstwa. Rok później Franciszek wrócił w rodzinne strony, aby poprawić swój stan zdrowia, a następnie udał się do Wenecji, gdzie miał ponownie spotkać się z dwoma towarzyszami.
Po spotkaniu w Wenecji, planowali udać się do Ziemi Świętej, a w międzyczasie opiekowali się chorymi. 24 czerwca 1537 roku Loyola i Ksawery przyjęli święcenia kapłańskie z rąk biskupa Dalmacji Vincenzo Nagusantiego. Podczas pracy w Republice Weneckiej poznał Simão Rodriguesa i Alfonsa Salmeróna. Ponieważ na Morzu Śródziemnym toczyły się walki pomiędzy Wenecją a Turkami, podróż do Ziemi Świętej stała się niemożliwa i zakonnicy rozproszyli się po Italii – Franciszek udał się do Bolonii. W 1538 roku członkowie założyciele spotkali się w Rzymie, gdzie napisali zarys konstytucji nowego zakonu. Wkrótce później król Portugalii Jan III Aviz, za pośrednictwem ambasadora Pedra Mascarenhasa, zwrócił się do Ignacego, aby wysłać nowych misjonarzy do Indii Wschodnich. W marcu 1540 roku w podróż do Portugalii wyruszyli Franciszek, Simão i Nicolás Bobadilla. W Lizbonie Ksawery dowiedział się, że Paweł III zatwierdził zakon bullą z 27 września 1540 roku. W czasie roku oczekiwania na okręt, pełnił posługę duszpasterską na dworze królewskim. 7 kwietnia 1541 roku wypłynął do Indii wraz z Pawłem z Camerino i Franciszkiem Mansilhasem.
Po przybyciu do Goa 6 maja 1542 roku poznał lokalnego biskupa Juana de Albuquerque’a. Zajął się pomocą chorym w szpitalu, odwiedzaniem więźniów i wizytacją leprozoriów. W miejscowym kościele Nossa Senhora do Rosario prowadził nauki o religii chrześcijańskiej. Ponadto powierzył Pawłowi z Camerino pieczę nad Kolegium św. Pawła i Świętej Wiary, które kształciło nowych księży, spośród autochtonicznej ludności. Pod koniec września opuścił Goa i udał się na przylądek Komoryn. Mimo że osiem lat wcześniej przeprowadzono tam ewangelizację, okazało się, że tubylcy zachowują wiele zwyczajów pogańskich. Franciszek przez dwa lata pracował nad przetłumaczeniem na język tamilski prawd wiary i modlitw, a następnie zajął się głoszeniem kazań, nauczaniem, budowaniem kaplic i udzielaniem sakramentów. Podczas modlitw nad chorymi przekonywał, że jeśli uwierzą, to wyzdrowieją. Bramini jednak odrzucali nauki Ksawerego, a część ochrzczonych potajemnie czciła bogów hinduistycznych. Jezuita nakazywał niszczyć kamienne posągi bożków, a nawet spalić szałas, w którym nawrócony chrześcijanin trzymał figurki. W czerwcu 1544 roku mieszkańcy Komorynu zostali najechani przez Badagów, za konwersję na chrześcijaństwo. Franciszek zorganizował pomoc dla prześladowanych, którzy uciekli na pobliskie bezludne wyspy. Wkrótce potem rozpoczął pracę misyjną wśród kasty Makuanów. Wędrował po rybackich wioskach, nauczał o chrześcijaństwie i udzielał chrztów. W jednym miesiącu miał ich udzielić 10 tysięcy. Odwiedził także Ćennaj, gdzie według tradycji, pochowano Tomasza Apostoła i zabrał stamtąd jego relikwie.
8 maja 1545 roku opuścił Wybrzeże i popłynął do Malakki, gdzie dotarł pod koniec września. Nauczanie rozpoczął w kościele Wniebowzięcia Maryi Panny i zajął się przede wszystkim udzielaniem sakramentów małżeństwa i nauką języka malajskiego. 1 stycznia 1546 roku odpłynął na wyspę Ambon, gdzie dominował islam. W listach z tamtego okresu Franciszek nazywał religię muzułmańską „złą sektą”, którą chciał zniszczyć. Odwiedził kilka katolickich wiosek i udzielił chrztów tamtejszym dzieciom. 17 maja opuścił Ambon i udał się na Ternate, gdzie stacjonował sułtan Hairun. Założył tam prowizoryczny szpital, a także działał duszpastersko. Rozpoczął też pracę nad książką objaśniającą miejscowym Skład Apostolski. Nie ukończywszy jej, wyruszył na wyspę Morotai, gdzie był śledzony przez wysłanników sułtana z Halmahery. Po krótkim pobycie, powrócił na Ternate, gdzie nawrócił na chrześcijaństwo członków dworu sułtana, choć sam Hairun pozostał muzułmaninem. Latem 1547 roku udał się ponownie na Ambon, a stamtąd do Malakki. Ponieważ została ona najechana przez sułtana z Aczin, Ksawery nakłonił mieszkańców do przeprowadzenia ataku odwetowego. Wkrótce potem postanowił opuścić Moluki i powrócić do Goa. Ku jego zawodowi, okazało się, że praca misyjna na półwyspie nie była kontynuowana, a na Sri Lance w ogóle nie została podjęta. Franciszek pokładał nadzieje w wicekrólu João de Castro, lecz ten zmarł w połowie 1548 roku. Pisał wówczas listy do króla Jana III, by przysłał mu więcej misjonarzy.
Po poznaniu Anjirō – Japończyka, pragnącego przyjąć chrześcijaństwo (przyjął imię Paweł) – Franciszek postanowił wyruszyć na misję do Kraju Kwitnącej Wiśni. Dotarł do Kagoshimy 15 sierpnia 1549 roku. Spotkał tam jednego z najważniejszych daimyō Takahisę Shimazu, który chętnie zezwolił na szerzenie chrześcijaństwa. W listopadzie napisał swój najdłuższy list, opisujący pierwsze wrażenia o Japonii. Wkrótce potem zdał sobie sprawę, że Japończycy pozostają pod ogromnym wpływem kulturowym Chin. Jesienią zaczął pracować, wraz z Anjirō nad przetłumaczeniem modlitw na japoński, jednak zostało to zrobione nieudolnie i powodowało szyderstwa. Mnisi buddyjscy odnosili się do niego serdecznie, ale skrycie mieli wrogą postawę do obcej religii. Wkrótce nakłonili oni Takahisę do nałożenia na Franciszka zakazu ewangelizacji, wobec czego wyruszył on do Mijako. Podróż rozpoczął w październiku 1550 roku, a towarzyszyli mu Juan de Fernández i Bernardo z Kagoshimy. Po drodze odwiedzili Yamaguchi, gdzie spotkali daimyō Yoshitakę Ōuchi. Misjonarze piętnowali tam głównie bałwochwalstwo, sodomię i aborcję. Podobnie jak w Kagoshimie nie odnieśli sukcesów duszpasterskich. W lutym 1551 roku dotarł do Mijako, jednak nie spotkał się z cesarzem, który nie miał zresztą żadnej realnej władzy. Zrozumiał także, że ubogi strój wprawiał Japończyków w niesmak, dlatego opuścił Mijako i powrócił do Yamaguchi, by spotkać się z daimyō w najlepszych szatach i obdarować go cennymi prezentami. Przyniosło to skutek, bowiem feudał wydał zgodę na kontynuację pracy misyjnej, a ponadto przekazał mu opuszczony klasztor buddyjski. Misjonarze przystąpili do głoszenia nauk i w ciągu dwóch miesięcy nawrócili około 500 osób, co poważnie zaniepokoiło buddyjskich mnichów. Na zaproszenie daimyō Sōrina Ōtomo udał się do prowincji Bungo jesienią 1551 roku. Dzięki przychylności Sōrina Ōtomo oraz Yoshinagi Ōuchi misje jezuickie zyskały protektorów. Podczas podróży powrotnej do Indii, Franciszek dowiedział się, że został wybrany na prowincjała Indii i terytoriów zamorskich Portugalii.
Następną podróż planował odbyć do Chin, jednakże istniał tam zakaz wjazdu obcokrajowców. Wobec tego Ksawery został towarzyszem ambasadora Portugalii Dioga Pereiry. Towarzyszyło im kilku kleryków oraz Chińczyk imieniem Antonio. Załoga musiała zrobić przystanek w Malakce, gdzie kapitan portu Álvaro de Ataíde zabronił dalszego rejsu z zazdrości o wizytę u chińskiego cesarza. Po wielu prośbach i groźbach ustąpił, lecz nie pozwolił płynąć ambasadorowi Pereirze i zmienił załogę statku. W sierpniu 1552 roku dopłynęli do wyspy Shangchuan Dao, sześć mil od wybrzeża Chin. Usiłował wówczas znaleźć Chińczyka, który pomógłby im się dostać do Państwa Środka. Po dwóch miesiącach zgodził się na to pewien kupiec, lecz później się wycofał. Ponadto Franciszka opuścili dwaj jego klerycy Álvaro i Krzysztof. Nie mogąc dostać się do Chin, postanowił czekać, aż będzie tam płynąć delegacja króla Syjamu i przyłączyć się do nich. 21 listopada podupadł na zdrowiu i zaczął mocno gorączkować. Stosowano u niego puszczanie krwi, ale bezskutecznie. Franciszek często tracił przytomność, a później także mowę. Zmarł 3 grudnia 1552 roku na Shangchuan Dao.

## Kult
Według tradycji chrześcijańskiej, jego ciało pozostało nienaruszone rozkładem przez kilka miesięcy mimo upałów i wilgoci, potem przewieziono je do kościoła św. Pawła na Makau (gdzie do dziś pozostał otwarty grób), a później w 1553 przez Pereirę sprowadzone do Goa. Od 2 grudnia 1637 znajduje się w szklanym pojemniku i srebrnej trumnie w jezuickiej bazylice Bom Jesus. Na życzenie generała jezuitów Claudia Aquavivy w 1614, prawe ramię Franciszka, którym błogosławił i chrzcił zostało sprowadzone do Rzymu i umieszczone w srebrnym relikwiarzu w kościele del Gesù.
Beatyfikacji Franciszka Ksawerego dokonał papież Paweł V 26 października 1619, a kanonizacji – Grzegorz XV, 12 marca 1622 roku. W 1927 Pius XI ogłosił świętego Franciszka głównym patronem misji katolickich. Jego wspomnienie przypomina obowiązek wspierania misji modlitwą i ofiarą.
Wspomnienie liturgiczne w Kościele katolickim obchodzone jest w dies natalis (3 grudnia).